# Zulucharis
Zulucharis is een geslacht van vliesvleugeligen uit de familie Eucharitidae. De wetenschappelijke naam van dit geslacht is voor het eerst geldig gepubliceerd in 2002 door Heraty.

## Soorten
Het geslacht Zulucharis omvat de volgende soorten:
- Zulucharis apharis Heraty, 2002
- Zulucharis campbelli Heraty, 2002
- Zulucharis naegela Heraty, 2002
- Zulucharis nodosa Heraty, 2002
- Zulucharis pilosa Heraty, 2002
- Zulucharis prinslooi Heraty, 2002
- Zulucharis teretis Heraty, 2002